# Opius obesus
Opius obesus är en stekelart som beskrevs av Fischer 1969. Opius obesus ingår i släktet Opius och familjen bracksteklar. Inga underarter finns listade i Catalogue of Life.